# قائمة المواضيع المنسوبة إلى غوتفريد لايبنتس
غوتفريد لايبنتس (1646–1716) هو فيلسوف وعالم رياضيات ألماني.
في الرياضيات، تنسب مجموعة من النتائج والمفاهيم إلى لايبنتس:
- جبر لايبنتس، بنية جبرية.
- صيغة لايبنتس ل π، طريقة بطيئة من أجل حساب π
- صيعة لايبنتس لحساب المحددات, صيغة تمكن من حساب محدد مصفوفة.
- ترميز لايبنتز للتفاضل, a rule for differentiation under the integral sign
- ترميز لايبنز, a notation in calculus
- Leibniz operator, a concept in abstract logic
- Leibniz law, see قاعدة الضرب of calculus
- قاعدة لايبنيز العامة, a generalization of the product rule
- اختبار السلاسل المتناوبة  [لغات أخرى]‏, also known as Leibniz's test or Leibniz's rule

بالإضافة إلى ذلك، the following are named after Leibniz:
- Gottfried Wilhelm Leibniz Scientific Community, a union of German research institutes
- جائزة غوتفريد ويلهلم ليبنز, a German research prize
- جامعة لايبنتس في هانوفر، جامعة ألمانية
- Leibniz-Keks, a German brand of biscuit